# Super Monkey Ball: Banana Splitz
Super Monkey Ball: Banana Splitz (スーパーモンキーボール 特盛あそビ～タ！, Super Monkey Ball: Tokumori Asobita!) est un jeu vidéo de plates-formes développé par Marvelous et édité par Sega. Il est sorti en 2012 sur PlayStation Vita.

## Accueil
- Eurogamer : 6/10[1]
- GameSpot : 5/10[2]
- Jeuxvideo.com : 15/20[3]